# Grasgroen leermos
Grasgroen leermos (Peltigera aphthosa) is een korstmossoort uit de familie Peltigeraceae. Het fotobiont is Coccomyxa en Nostoc.

## Determinatie

### Uiterlijke kenmerken
Grasgroen leermos is een bladvormig korstmos dat rozetten vormt met een diameter van 15(–24) cm. De lobben zijn breed, afgerond, en variëren van 2–4(–6) cm in breedte, met opstaande randen. De bovenzijde is bruin of lichtgroen bij droogte en wordt grasgroen onder vochtige omstandigheden. Cephalodia (kleine, gewelfde structuren die de cyanobacteriën bevatten) zijn verspreid over het bovenoppervlak, grijsbruin van kleur en 0,5–2 mm breed. De onderkant van het thallus is wit aan de randen, wordt zwart of donkerbruin in het midden, en vertoont tomentum (harige structuren), met rhizinen (wortelachtige uitgroeiingen) in bundels. Apotheciën zijn zichtbaar met een groene schorslaag eronder en de kleur van de schijf varieert van roodbruin tot zwartbruin. De apotheciën zijn 7–16 mm breed en hebben een bruin hypothecium. Het hymenium (de laag waar de ascosporen zich ontwikkelen) is kleurloos tot lichtbruin, met onvertakte parafysen waarvan de toppen roodbruin zijn.

### Microscopische kenmerken
De asci zijn 8-sporig en 80 × 12 µm groot. De ascosporen zijn naaldvormig, gesepteerd en meten 45–75 × 4–7 µm.

## Verspreiding
Het verspreidingsgebied van grasgroen leermos is circumpolair; het strekt zich uit over de Arctische, boreale en gematigde regio's van het noordelijk halfrond. In Nederland staat grasgroen leermos op de Nederlandse Rode Lijst in de categorie 'verdwenen'. Al voor 1900 is de soort niet meer waargenomen.

## Trivia
- Grasgroen leermos werd opgemerkt vanwege het vermogen om aluminium en silicium op te nemen uit de as die vrijkwam tijdens de Uitbarsting van de Mount St. Helens in 1980.
- Het is een bekende gastheer van de korstmosparasiet Lichenopeltella santessonii.

## Fotogalerij

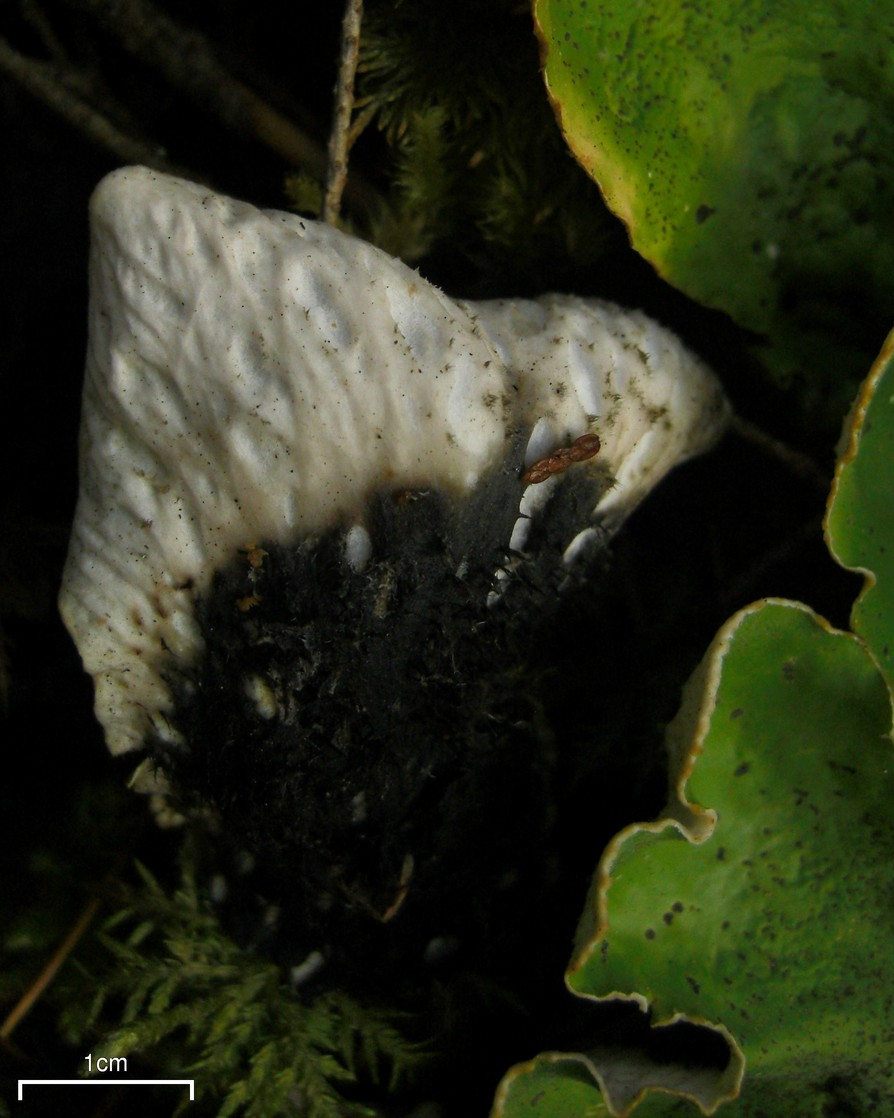
Rhizinen
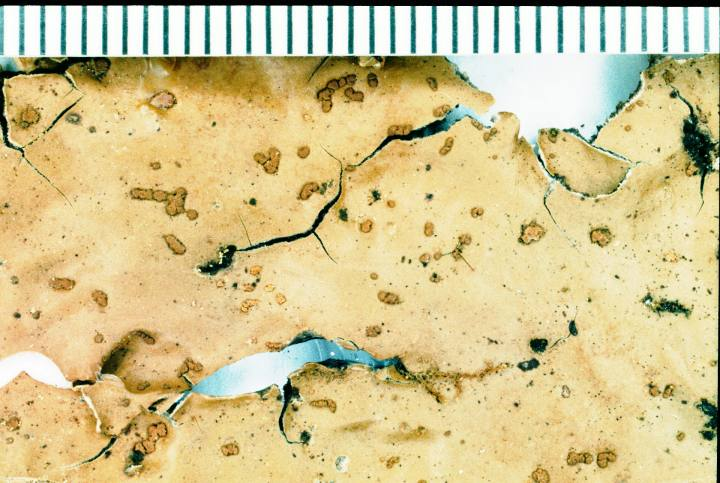
Cephalodia op lob
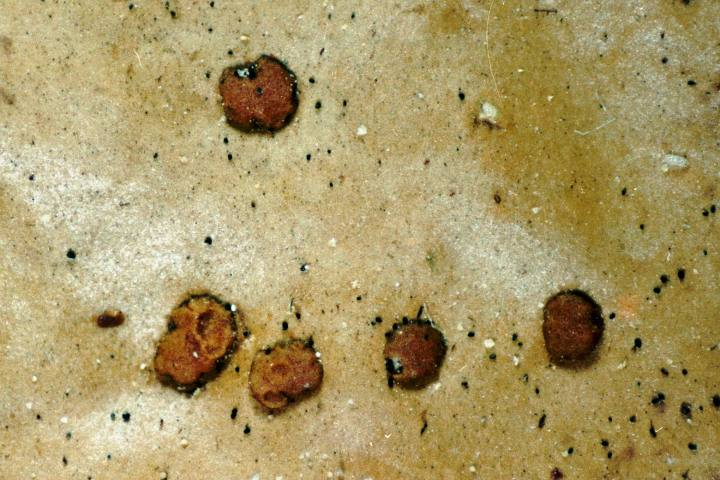
Cephalodia (sterk vergroot)
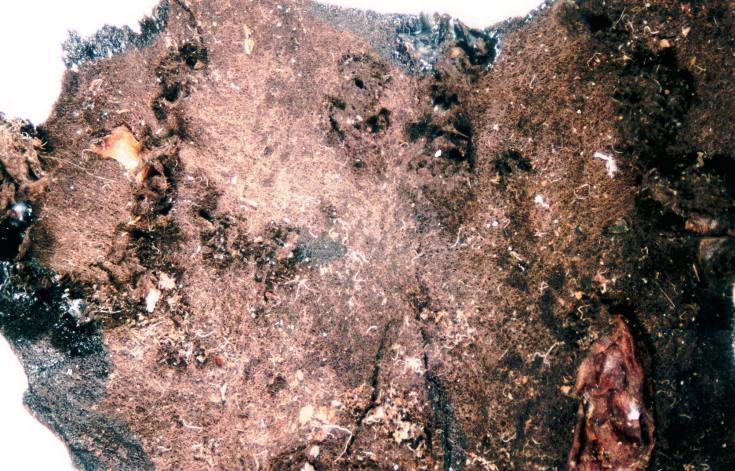
Onderzijde lob